# علي النمر (مروانة)
علي النمر قرية بدائرة مروانة ولاية باتنة الجزائرية.

## الموقع الجغرافي
يحدها من الشمال مقر البلدية (مروانة)، ومن الجنوب بلدية حيدوسة ومن الغرب مشتة اقرادو ومن الشرق بلدية واد الماء ،وهي قرية تحيط بها الجبال من كل جهة

## السكان
تتكون قرية علي النمر من ثلاث اعراش هي عرش أولاد محند وعرش أولاد مهنة وعرش أولاد علي

## التضاريس
قرية علي النمر جبلية وذلك لوقوعها في منطقة تحيط بها الجبال ومن اشهرها جبل اليسان الأعلى قمة وجبل لمحاصر ، جبل بوغيول جبل ثقلت جبل أبوعقاقن وكذلك يوجد سهل فرياس

## الآثار التاريخية
يوجد أهم موقع اثري في زليمة وهو عبارة عن كهوف صنعها الإنسان البدائي يرجع تاريخها إلى ماقبل التاريخ وكذلك بقايا آثار مدينة رومانية في ميشان.